# Porfiri Karasevici
Porfiri Karasevici (în rusă Порфирий Леонтьевич Карасевич; n. 1845, Cahul, gubernia Basarabia, Imperiul Rus – d. 4/16 martie 1878, Moscova, Imperiul Rus) a fost un jurist și doctor în drept țarist rus, profesor titular al Universității Imperiale din Moscova.
S-a remarcat prin marea sa curiozitate științifică și dedicarea sinceră pentru predare. Simțind o atracție vie pentru studiul filosofic al dreptului, el a crescut interesul pentru acest subiect studenților săi și a fost un întâietor la Facultatea de Drept a Universității din Moscova în ceea ce privește preluarea modelul universităților germane, a seminariilor juridice.   

## Biografie
S-a născut în târgul Cahul din ținutul Ismail, gubernia Basarabia (Imperiul Rus) într-o familie nobilă săracă. A studiat la școala de ținut din Ismail, de unde s-a mutat la gimnaziul din Odesa al liceului Richelieu, pe care l-a absolvit (1863) cu o medalie de argint. În 1863 a intrat la Facultatea de Drept a liceului Richelieu, dar în același an s-a transferat la Facultatea de Drept a Universității din Moscova; după absolvirea în 1867 cu o diplomă de candidat, în decembrie 1869, a fost înscris ca cărturar al liceului juridic Demidov, ulterior a fost trimis în străinătate, unde a vizitat universitățile din Viena, Berlin și Heidelberg.
Întorcându-se în Rusia, a preluat catedra enciclopediei de drept a liceului Demidov, activând ca „profesor extraordinar”. În aprilie 1872 și-a susținut teza de masterat cu tema „Drept, moralitate și stat conform învățăturilor lui Johann Friedrich Herbart și a școlii sale” (Право, мораль и государство по учению Иоанна Фридриха Гербарта и его школы) la Universitatea din Moscova și în mai 1873 a trecut la funcția de profesor asociat la catedra enciclopediei dreptului al Universității din Moscova, unde în martie 1875 și-a susținut disertația de doctorat cu tema „Dreptul cutumiar civil al Franței în dezvoltarea sa istorică” (Гражданское обычное право Франции в историческом его развитии), care este o operă extinsă care a introdus cititorii ruși în vastul material al dreptului cutumiar francez. În 1875 a devenit „profesor ordinar” al Departamentului enciclopediei dreptului. A fost secretar al Societății Juridice din Moscova și al redacției revistei acesteia.
A decedat prematur la vârsta de 33 de ani, în 1878.

## Lucrări majore
- „Școala istorică în domeniul dreptului” (Историческая школа в области права, 1870)
- „Despre forma predării universitare a științei dreptului” (О форме университетского преподавания науки права, 1876)
- „Dreptul musulman și ultima reformă de stat în Turcia” (Мусульманское право и последняя государственная реформа в Турции, 1877)
- „Despre semnificația științei dreptului și principalele sale sarcini” (О значении науки права и её главных задачах, 1877)
- manualul „Enciclopedia dreptului. Un curs de prelegeri” (Энциклопедия права. Курс лекций, 1874).[3]